# Neureclipsis tornquisti
Neureclipsis tornquisti is een fossiele soort schietmot uit de familie Polycentropodidae.